# Discodermia discifurca
Discodermia discifurca är en svampdjursart som beskrevs av William Johnson Sollas 1888. Discodermia discifurca ingår i släktet Discodermia och familjen Theonellidae.
Artens utbredningsområde är havet kring Australien. Inga underarter finns listade i Catalogue of Life.